# آي أو إس 4
آي أو إس 4 (بالإنجليزية:IOS 4) هو الرابع من الإصدار الكبير لنظام التشغيل المحمول iOS الذي طورته شركة آبل Inc., وهو الخليفة لـ iPhone OS 3. تم الإعلان عنه في حدث أبل الخاص في 8 أبريل 2010, وتم إصداره في 21 يونيو 2010. كان iOS 4 هو الإصدار الأول الذي تمت علامته باسم "iOS" بدلاً من "iPhone OS", بسبب إصدار iPad. تمت إنجازه بواسطة iOS 5 في 12 أكتوبر 2011.
قدّم نظام iOS 4 العديد من الميزات التي أصبحت شائعة منذ ذلك الحين, مثل المجلدات على الشاشة الرئيسية, مما زاد بشكل ملحوظ من عدد التطبيقات التي يمكن عرضها. كما أُضيف دعم خلفيات الشاشة الرئيسية على أجهزة iPhone, وإن كان محدودًا على الأجهزة الأحدث نظرًا لمتطلبات أداء الرسوم المتحركة. كما أضاف نظام التشغيل ميزة تعدد المهام, مما يسمح للتطبيقات التي تتعامل مع مكالمات الإنترنت والموقع وتشغيل الصوت بالعمل في الخلفية, بينما أتاحت تقنية "التبديل السريع للتطبيقات" المشابهة, وإن كانت أكثر تقييدًا, ترك أي تطبيق غير نشط في الخلفية أثناء انتقال المستخدمين إلى تطبيقات أخرى. كما أضاف iOS 4 ميزة التدقيق الإملائي على مستوى النظام, ومكّن تطبيق كتب على أجهزة آيفون, ووحّد صندوق الوارد في البريد الإلكتروني لدمج المحتوى من مختلف مزودي خدمات البريد الإلكتروني, وقدّم كلاً من غيم سنتر للألعاب الاجتماعية وفيس تايم لمكالمات الفيديو.
أدى تحديث iOS 4 إلى تعرض أجهزة آيفون 3G لمشاكل في الأداء والبطارية, حيث تحقق شركة آبل في الأمر ووعدت بتحديثات قادمة. ومع ذلك, أصبحت الشركة موضوعًا للمطالبة من عميل غير راض بشأن القضايا. في نفس الوقت تقريبا, أطلق إصدار آيفون 4 ومشاكل هوائيةها اللاحقة جعل شركة آبل تركز على محاولة غير ناجحة لإصلاح المشكلات مع تحديثات البرمجيات.
iOS 4 هو الإصدار الأخير من نظام iOS الذي يتضمن تطبيق iPod للموسيقى والفيديو على أجهزة آيفون آيباد. بدءًا من iOS 5, لم تعد أجهزة iPhone وآيباد تحتوي على تطبيق iPod, بل أصبحت تحتوي على تطبيقات الموسيقى والفيديو, كما هو الحال مع آي بود تاتش. وهو أيضًا آخر إصدار من iOS يدعم آيفون 3G والجيل الثاني من iPod Touch ‏, حتى الإصدار 4.2.1 (فقد الإصدار 4.3 دعمه لكلا الجهازين), بسبب قيود في الأجهزة ومشاكل في الأداء.

## تاريخ
تم تقديم نظام التشغيل iOS 4 في حدث Apple الخاص في 8 أبريل 2010. وفي الخطاب الرئيسي لمؤتمر مؤتمر أبل العالمي للمطورين في 7 يونيو 2010, تم تسميته iOS 4 وليس iPhone OS 4 ليكون أكثر شمولاً لجهاز iPod Touch وiPad. 
تم إصدار iOS 4 رسميًا في 21 يونيو 2010.

## ميزات النظام

### المجلدات
أضاف نظام iOS 4 مجلدات للتطبيقات, مما رفع الحد الأقصى لعدد تطبيقات الشاشة الرئيسية من 180 إلى 2160. تُسمى هذه المجلدات تلقائيًا بناءً على فئة متجر التطبيقات الخاصة بكل تطبيق.

### كاميرا
يدعم تطبيق الكاميرا الآن التكبير الرقمي 5x.

### سفاري
أضاف متصفح الويب سفاري للجوال على نظام التشغيل iOS 4 محرك البحث Bing بالإضافة إلى جوجل وياهو! وبدءًا من نظام التشغيل iOS 4.2.1, أصبح من الممكن البحث عن كلمات أو عبارات محددة على الصفحة.

## المشاكل

### المنبه
في جميع إصدارات نظام التشغيل iOS 4, كانت المنبهة في تطبيق الساعة تعاني من مشكلة التوقيت الصيفي عندما كانت تنطلق قبل ساعة أو بعد ساعة.

### مشاكل هوائي
عند إصداره, أبلغ بعض مستخدمي آيفون 4 عن وجود مشاكل فنية مع هوائيات الهاتف. حاولت آبل إصلاح المشكلة في البرنامج مع نظام التشغيل iOS 4.0.1, لكنها فشلت في القيام بذلك.